# Bundestagswahlkreis Hildesheim
Der Bundestagswahlkreis Hildesheim (Wahlkreis 48) ist ein Wahlkreis in Niedersachsen und umfasst den Landkreis Hildesheim.

## Wahlkreisgeschichte
| Wahl      | Wahlkreisname                 | Gebiet                                            |
| --------- | ----------------------------- | ------------------------------------------------- |
| 1949      | 26 Hildesheim-Stadt und -Land | Stadt Hildesheim, Landkreis Hildesheim-Marienburg |
| 1953–1961 | 48 Hildesheim-Stadt und -Land | Stadt Hildesheim, Landkreis Hildesheim-Marienburg |
| 1965–1972 | 43 Hildesheim                 | Stadt Hildesheim, Landkreis Hildesheim-Marienburg |
| 1976      | 43 Hildesheim                 | Landkreis Hildesheim ohne Nordstemmen             |
| 1980–1998 | 43 Hildesheim                 | Landkreis Hildesheim                              |
| 2002–2005 | 48 Hildesheim                 | Landkreis Hildesheim                              |
| 2009      | 49 Hildesheim                 | Landkreis Hildesheim                              |
| 2013–     | 48 Hildesheim                 | Landkreis Hildesheim                              |

Die ehemals kreisfreie Stadt Hildesheim gehört seit 1974 zum Landkreis Hildesheim.

## Wahlkreisabgeordnete
| Wahl | Abgeordneter | Abgeordneter            | Partei | Stimmen in % |
| ---- | ------------ | ----------------------- | ------ | ------------ |
| 1949 |              | Heinrich-Wilhelm Ruhnke | SPD    | 31,1         |
| 1953 |              | Adolf Cillien           | CDU    | 45,7         |
| 1957 |              | Theodor Oberländer      | CDU    | 46,2         |
| 1961 |              | Friedrich Kühn          | CDU    | 41,0         |
| 1965 | 46,5         | Friedrich Kühn          | CDU    |              |
| 1969 |              | Joachim Raffert         | SPD    | 48,2         |
| 1972 |              | Hermann Rappe           | SPD    | 54,3         |
| 1976 | 49,3         | Hermann Rappe           | SPD    |              |
| 1980 | 53,4         | Hermann Rappe           | SPD    |              |
| 1983 | 48,4         | Hermann Rappe           | SPD    |              |
| 1987 | 49,0         | Hermann Rappe           | SPD    |              |
| 1990 | 47,4         | Hermann Rappe           | SPD    |              |
| 1994 | 50,0         | Hermann Rappe           | SPD    |              |
| 1998 |              | Bernhard Brinkmann      | SPD    | 54,3         |
| 2002 | 53,5         | Bernhard Brinkmann      | SPD    |              |
| 2005 | 51,0         | Bernhard Brinkmann      | SPD    |              |
| 2009 | 39,0         | Bernhard Brinkmann      | SPD    |              |
| 2013 |              | Ute Bertram             | CDU    | 42,3         |
| 2017 |              | Bernd Westphal          | SPD    | 37,2         |
| 2021 | 38,6         | Bernd Westphal          | SPD    |              |
| 2025 |              | Daniela Rump            | SPD    | 30,7         |

## Wahlergebnisse

### Bundestagswahl 2025
| Kandidaten                                             | Kandidaten                | Parteien/Listen       | Erststimmen | Erststimmen | Zweitstimmen | Zweitstimmen |
| Kandidaten                                             | Kandidaten                | Parteien/Listen       | Stimmen     | %           | Stimmen      | %            |
| ------------------------------------------------------ | ------------------------- | --------------------- | ----------- | ----------- | ------------ | ------------ |
|                                                        | Daniela Rumpgewählt im WK | SPD                   | 53.926      | 30,7        | 42.610       | 24,2         |
|                                                        | Justus Lüder              | CDU                   | 51.421      | 29,3        | 47.276       | 26,9         |
|                                                        | Ottmar von Holtz          | Bündnis 90/Die Grünen | 16.511      | 9,4         | 20.303       | 11,6         |
|                                                        | Tim Heckeroth             | FDP                   | 4.369       | 2,5         | 6.534        | 3,7          |
|                                                        | Thorsten Althaus          | AfD                   | 31.963      | 18,2        | 31.742       | 18,1         |
|                                                        | Maik Brückner             | Die Linke             | 12.021      | 6,9         | 14.749       | 8,4          |
|                                                        | Henrik Bode               | Freie Wähler          | 2.120       | 1,2         | 991          | 0,6          |
|                                                        | –                         | Tierschutzpartei      | –           | –           | 2.245        | 1,3          |
|                                                        | –                         | dieBasis              | –           | –           | 399          | 0,2          |
|                                                        | –                         | Die PARTEI            | –           | –           | 810          | 0,5          |
|                                                        | –                         | Piraten               | –           | –           | 259          | 0,1          |
|                                                        | Sebastian Baacke          | Volt                  | 1.416       | 0,8         | 898          | 0,5          |
|                                                        | –                         | PdH                   | –           | –           | 100          | 0,1          |
|                                                        | –                         | MLPD                  | –           | –           | 33           | 0,0          |
|                                                        | –                         | Bündnis Deutschland   | –           | –           | 233          | 0,1          |
|                                                        | –                         | BSW                   | –           | –           | 6.580        | 3,7          |
|                                                        | Marvin Bellgardt          | Einzelbewerber        | 1.630       | 0,9         | –            | –            |
| Gesamt                                                 | Gesamt                    | Gesamt                | 175.377     | 100         | 175.762      | 100          |
|                                                        |                           |                       |             |             |              |              |
| Ungültige Stimmen                                      | Ungültige Stimmen         | Ungültige Stimmen     | 1.304       | 0,7         | 919          | 0,5          |
| Wähler                                                 | Wähler                    | Wähler                | 176.681     | 83,7        | 176.681      | 83,7         |
| Wahlberechtigte                                        | Wahlberechtigte           | Wahlberechtigte       | 211.156     |             | 211.156      |              |
|                                                        |                           |                       |             |             |              |              |
| Quellen: Die Bundeswahlleiterin, Kandidaten – Ergebnis |                           |                       |             |             |              |              |

### Bundestagswahl 2021
Der Stimmzettel zur Bundestagswahl am 26. September 2021 umfasst 21 Landeslisten.
| Direktkandidat     | Partei           | Erststimme in % | Zweitstimme in % |
| ------------------ | ---------------- | --------------- | ---------------- |
| Ute Bertram        | CDU              | 25,8            | 22,8             |
| Bernd Westphal     | SPD              | 38,6            | 34,7             |
| Henrik Jacobs      | FDP              | 7,2             | 9,6              |
| Frank Rinck        | AfD              | 7,1             | 7,6              |
| Ottmar von Holtz   | GRÜNE            | 14,4            | 16,6             |
| Rita Krüger        | DIE LINKE        | 3,4             | 3,3              |
| -                  | Die PARTEI       | -               | 0,9              |
| -                  | Tierschutzpartei | -               | 1,3              |
| Heinrich Kalvelage | FREIE WÄHLER     | 0,9             | 0,7              |
| Phil Höfer         | PIRATEN          | 0,9             | 0,5              |
| Henry Kucz         | ÖDP              | 0,2             | 0,1              |
| Michael Fritsch    | dieBasis         | 1,3             | 1,0              |
| –                  | Volt             | -               | 0,2              |
| Reinhard Wieczorek | Einzelbewerber   | 0,0             | -                |

### Bundestagswahl 2017
Zur Wahl am 24. September 2017 wurden 18 Landeslisten zugelassen.
| Direktkandidat   | Partei           | Erststimmen in % | Zweitstimmen in % |
| ---------------- | ---------------- | ---------------- | ----------------- |
| Bernd Westphal   | SPD              | 37,2             | 30,9              |
| Ute Bertram      | CDU              | 36,0             | 32,6              |
| Claus Grugelke   | AfD              | 8,6              | 9,3               |
| Ottmar von Holtz | GRÜNE            | 7,6              | 8,8               |
| Henrik Jacobs    | FDP              | 5,6              | 8,3               |
| Orhan Kara       | DIE LINKE        | 5,1              | 6,5               |
| –                | Tierschutzpartei | –                | 1,0               |
| –                | Die PARTEI       | –                | 0,9               |
| –                | PIRATEN          | –                | 0,4               |
| –                | NPD              | –                | 0,3               |
| –                | FREIE WÄHLER     | –                | 0,3               |
| –                | BGE              | –                | 0,2               |
| –                | DM               | –                | 0,2               |
| –                | DiB              | –                | 0,2               |
| –                | V-Partei³        | –                | 0,1               |
| –                | ödp              | –                | 0,1               |
| –                | MLPD             | –                | 0,0               |
| –                | DKP              | –                | 0,0               |
| –                | Bündnis C        | –                | –                 |

### Bundestagswahl 2013
Zur Wahl am 22. September waren 14 Landeslisten zugelassen. Bei der Bundestagswahl 2013 trat Bernhard Brinkmann nicht erneut an. Auch der CDU-Kandidat, Eckart von Klaeden, erklärte den Rückzug seiner Kandidatur. Da er bereits von der CDU aufgestellt worden war, musste ein neuer Kandidat nominiert werden.
| Direktkandidat        | Partei           | Erststimmen in % | Zweitstimmen in % |
| --------------------- | ---------------- | ---------------- | ----------------- |
| Ute Bertram           | CDU              | 42,3             | 38,7              |
| Bernd Helmut Westphal | SPD              | 41,3             | 36,4              |
| Bernd Fell            | FDP              | 1,5              | 3,4               |
| Brigitte Pothmer      | GRÜNE            | 8,5              | 8,9               |
| Lars Leopold          | DIE LINKE.       | 4,9              | 4,98              |
| –                     | PIRATEN          | –                | 1,8               |
| Kerstin Breckel       | NPD              | 1,6              | 0,9               |
| –                     | Tierschutzpartei | –                | 0,7               |
| –                     | MLPD             | –                | 0,0               |
| –                     | AfD              | –                | 3,4               |
| –                     | pro Deutschland  | –                | 0,2               |
| –                     | REP              | –                | 0,1               |
| –                     | FREIE WÄHLER     | –                | 0,3               |
| –                     | PBC              | –                | 0,1               |

### Bundestagswahl 2009
| Direktkandidat      | Partei   | Erststimmen | Zweitstimmen |
| ------------------- | -------- | ----------- | ------------ |
| Bernhard Brinkmann  | SPD      | 39,0 %      | 32,8 %       |
| Eckart von Klaeden  | CDU      | 36,5 %      | 31,9 %       |
| Brigitte Pothmer    | GRÜNE    | 9,0 %       | 10,5 %       |
| Bernd Fell          | FDP      | 6,2 %       | 11,3 %       |
| Michael Huffer      | LINKE    | 6,9 %       | 8,1 %        |
| Ricarda Riefling    | NPD      | 1,6 %       | 1,5 %        |
| Wolfgang Weinsziehr | RRP      | 0,8 %       | 0,9 %        |
| —                   | PIRATEN  | —           | 1,9 %        |
| Sonstige            | Sonstige | —           | 1,0 %        |